# Elizabeth Hurley

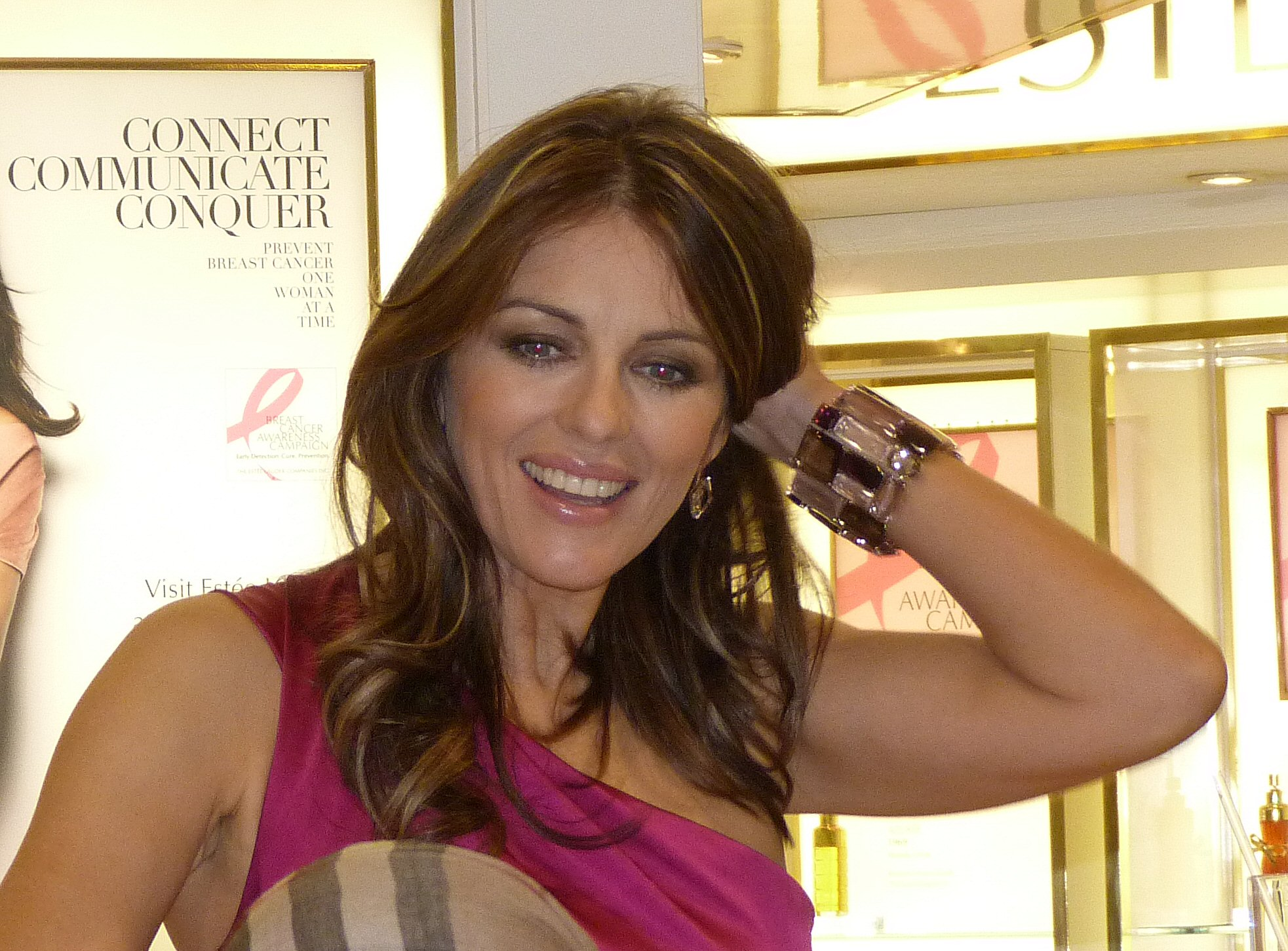
Elizabeth Hurley (2010)

Elizabeth Jane Hurley (sinh ngày 10 tháng 6 năm 1965) là một người mẫu và diễn viên Anh. Năm 1994, cô đã trở thành trọng tâm của sự chú ý của các phương tiện truyền thông trên toàn thế giới do sự thành công toàn cầu của bộ phim Bốn đám cưới và một đám ma (Four Weddings and a Funeral - 1994, doanh thu 245 triệu USD, giành 4 giải BAFTA, 1 giải Quả cầu vàng, giải César phim tiếng nước ngoài hay nhất, đề cử 2 giải Oscar). Các phim nổi tiếng khác của cô: phim viễn tưởng Austin Powers: International Man of Mystery (1997) và phim hài lãng mạn Bedazzled (2000)...

## Các phim đã đóng
| Năm      | Tên                                         | Vai                   | Ghi chú                               |
| -------- | ------------------------------------------- | --------------------- | ------------------------------------- |
| 1987     | Aria                                        | Marietta              |                                       |
| 1986     | Inspector Morse                             | Julia                 | 1 episode: Last Seen Wearing          |
| 1988     | Rowing with the Wind                        | Claire Clairmont      | Gonzalo Suárez film                   |
| 1988     | Christabel                                  | Christabel Bielenberg | BBC serial                            |
| 1988     | Rumpole of the Bailey                       | Rosie Japhet          | 1 episode: Rumpole and the Barrow Boy |
| 1989     | Act of Will                                 | Christina             | TV series                             |
| 1990     | Death Has a Bad Reputation                  | Julia Latham          | TV serial                             |
| 1990     | Kill Cruise                                 | Lou                   | Peter Keglevic film                   |
| 1991     | The Orchid House                            | Natalie               | 1 episode: Natalie                    |
| 1992     | The Good Guys                               | Candida Ashton        | 1 episode: Relative Values            |
| 1992     | El largo invierno                           | Emma Stapleton        | Jaime Camino film                     |
| 1992     | The Young Indiana Jones Chronicles          | Vicky Prentiss        | 1 episode: London, May 1916           |
| 1992     | Passenger 57                                | Sabrina Ritchie       | Kevin Hooks film                      |
| 1994     | Beyond Bedlam (Nightscare)                  | Stephanie Lyell       | Vadim Jean film                       |
| 1994     | Sharpe's Enemy                              | Lady Farthingdale     | One episode                           |
| 1995     | The Shamrock Conspiracy                     | Cecilia Harrison      | James Frawley TV movie                |
| 1995     | Mad Dogs and Englishmen                     | Antonia Dyer          | Henry Cole film                       |
| 1996     | Harrison: Cry of the City                   | Cecilia Harrison      | James Frawley TV movie                |
| 1996     | Samson and Delilah                          | Delilah               | Nicolas Roeg TV movie                 |
| 1997     | Dangerous Ground                            | Karen                 | Darrell Roodt film                    |
| 1997     | Austin Powers: International Man of Mystery | Vanessa Kensington    | Jay Roach film                        |
| 1998     | Permanent Midnight                          | Sandra                | David Veloz film                      |
| 1999     | My Favorite Martian                         | Brace Channing        | Donald Petrie film                    |
| 1999     | EDtv                                        | Jill                  | Ron Howard film                       |
| 1999     | Austin Powers: The Spy Who Shagged Me       | Vanessa               | Jay Roach film                        |
| 2000     | The Weight of Water                         | Adaline Gunn          | Kathryn Bigelow film                  |
| 2000     | Bedazzled                                   | The Devil             | Harold Ramis film                     |
| 2001     | Double Whammy                               | Dr. Ann Beamer        | Tom DiCillo film                      |
| 2002     | Dawg                                        | Anna Lockheart        | Victoria Hochberg film                |
| 2002     | Serving Sara                                | Sara Moore            | Reginald Hudlin film.                 |
| 2004     | Method                                      | Rebecca               | Duncan Roy film                       |
| 2006     | The Last Guy on Earth                       |                       | Jim Fitzpatrick film                  |
| 2011     | Wonder Woman (TV series)                    | Veronica Cale         | David E. Kelley – Cancelled           |
| 2011-nay | Gossip Girl (TV series)                     | Diana Payne           | 15 episodes (recurring)               |